# 亢宿增六
室女座104，又名BD-05 3880，HD 126722、SAO 139942、HR 5406，是室女座的一颗恒星，视星等为6.17，位于銀經341.39，銀緯49.45，其B1900.0坐标为赤經14h 22m 9.3s，赤緯-5° 49.45′ 9″。